# Leptogaster obscuripennis
Leptogaster obscuripennis är en tvåvingeart som beskrevs av Johnson 1895. Leptogaster obscuripennis ingår i släktet Leptogaster och familjen rovflugor. Inga underarter finns listade i Catalogue of Life.